# 예나
예나(독일어: Jena)는 독일 튀링겐주에 있는 도시로, 잘레강에 면해 있으며 인구 101,325명(2003년)으로 튀링겐 주에서 에르푸르트 다음으로 큰 도시이다.
1806년 프랑스 군대와 프로이센 군대 사이에서 일어난 나폴레옹 전쟁의 전투인 예나-아우어슈테트 전투가 벌어진 곳이다. 광학 회사인 칼자이스가 설립된 곳이기도 하다.

## 인구
| 연도                                                                            | 인구    | ±%      |
| ------------------------------------------------------------------------------- | ------- | ------- |
| 1490                                                                            | 3,800   | —       |
| 1784                                                                            | 4,366   | +14.9%  |
| 1871                                                                            | 8,260   | +89.2%  |
| 1900                                                                            | 20,677  | +150.3% |
| 1910                                                                            | 38,487  | +86.1%  |
| 1919                                                                            | 48,847  | +26.9%  |
| 1925                                                                            | 52,649  | +7.8%   |
| 1933                                                                            | 58,357  | +10.8%  |
| 1939                                                                            | 70,632  | +21.0%  |
| 1950                                                                            | 80,309  | +13.7%  |
| 1964                                                                            | 84,307  | +5.0%   |
| 1970                                                                            | 88,130  | +4.5%   |
| 1981                                                                            | 104,946 | +19.1%  |
| 1991                                                                            | 100,967 | −3.8%   |
| 2001                                                                            | 101,157 | +0.2%   |
| 2011                                                                            | 105,463 | +4.3%   |
| 2017                                                                            | 111,099 | +5.3%   |
| Population size may be affected by changes in administrative divisions. source: |         |         |

## 한인 사회
30~50명 정도의 한인들이 현재(2013) 예나시에 거주하고 있다. 예나 대학에 있는 유학생들과 한국에서 독일어를 전공하고 있는 교환학생들 그리고 여러 연구소에서 근무하고 있는 한인들이 있다.